# Mille-Isles
Mille-Isles är en kommun i provinsen Québec i Kanada. Den ligger i regionen Laurentides, i den sydöstra delen av landet, 120 km öster om huvudstaden Ottawa.
Kommunen är officiellt tvåspråkig (franska och engelska), med 79 % fransktalande och 20 % engelsktalande (modersmålstalare) vid folkräkningen 2021.